# Ramón Ovidio Pérez Morales
Ramón Ovidio Pérez Morales (Pregonero, 26 de junho de 1932) é prelado católico venezuelano. É Arcebispo ad Personam emérito de Los Teques.

## Biografia
Ramón Ovidio Pérez Morales foi ordenado sacerdote em 26 de outubro de 1958 e foi incardinado no clero da Arquidiocese de Caracas, Santiago da Venezuela.
Papa Paulo VI nomeou-o em 2 de dezembro de 1970 bispo titular de Aquae Albae em Bizacena e bispo auxiliar em Caracas, Santiago da Venezuela. O arcebispo de Caracas, Cardeal José Humberto Quintero Parra, concedeu-lhe a consagração episcopal em 19 de março de 1971; Os co-consagrantes foram Antonio del Giudice, Núncio Apostólico na Venezuela, e Eduardo Francisco Pironio, Bispo Auxiliar de La Plata.
Em 20 de maio de 1980, João Paulo II o nomeou Bispo de Coro e em 23 de dezembro de 1992 Arcebispo de Maracaibo. Em 5 de junho de 1999 foi nomeado arcebispo ad personam de Los Teques. Entre 1990 e 1996, foi presidente da Conferência Episcopal Venezuelana.
Ele renunciou ao cargo em 30 de dezembro de 2004.